# Claudia Barrenechea
Claudia Barrenechea Troncoso  (* 1. Juni 1977 in Lautaro) ist eine frühere chilenische Biathletin.
Claudia Barrenechea bestritt ihre ersten Rennen im Biathlon-Weltcup zum Auftakt der Saison, der in Hochfilzen und Antholz ausgetragen wurde. im Einzel erreichte sie den 98., im Sprint den 102. Platz. 2004 erreichte sie mit einem 75. Platz in einem Sprintrennen ihr bestes Resultat in einem reinen Weltcuprennen. Ihre ersten internationalen Meisterschaften lief Barrenechea im Rahmen der Militär-Skiweltmeisterschaften 2001 in Jericho. Im Sprint belegte sie den 36. Platz. Zum Höhepunkt der Karriere wurden die Olympischen Winterspiele 2002 in Salt Lake City. Bei den Wettkämpfen in Soldier Hollow erreichte die Chilenin den 74. Platz im Sprintrennen und Platz 67 im Einzel. Neben Carlos Varas, der bei den Männern antrat, war sie die erste chilenische Biathletin bei Olympischen Spielen. Nächstes Großereignis wurden die Militär-Skiweltmeisterschaften 2003 von Rovaniemi, bei denen die Chilenin über 15 Kilometer Freistil 29. wurde. Ein Jahr später in Östersund wurde Barrenechea 32. über 15 Kilometer Freistil, 39. im Sprint und mit Verónica Isbej, Claudia Salcedo und Ana Maria Palma Elfte mit der Militärpatrouille. 2005 kam in Predeal nochmals ein 30. Platz über 15 Kilometer Freistil hinzu. Nach der Saison 2004/05 beendete Barrenechea ihre internationale Karriere.

## Biathlon-Weltcup-Platzierungen
Die Tabelle zeigt alle Platzierungen (je nach Austragungsjahr einschließlich Olympische Spiele und Weltmeisterschaften).
- 1.–3. Platz: Anzahl der Podiumsplatzierungen
- Top 10: Anzahl der Platzierungen unter den ersten zehn (einschließlich Podium)
- Punkteränge: Anzahl der Platzierungen innerhalb der Punkteränge (einschließlich Podium und Top 10)
- Starts: Anzahl gelaufener Rennen in der jeweiligen Disziplin

| Platzierung         | Einzel | Sprint | Verfolgung | Massenstart | Staffel | Gesamt |
| ------------------- | ------ | ------ | ---------- | ----------- | ------- | ------ |
| 1. Platz            |        |        |            |             |         |        |
| 2. Platz            |        |        |            |             |         |        |
| 3. Platz            |        |        |            |             |         |        |
| Top 10              |        |        |            |             |         |        |
| Punkteränge         |        |        |            |             |         |        |
| Starts              | 9      | 17     |            |             |         | 26     |
| Stand: Karriereende |        |        |            |             |         |        |